# Arxipèlag
Un arxipèlag o arxipèleg és un conjunt d'illes sovint amb característiques geogràfiques o geomorfològiques similars, per exemple l'origen volcànic, un conjunt d'atols...

## Uns arxipèlags destacats
- l'arxipèlag de Txagos (Territori Britànic de l'Oceà Índic)
- l'arxipèlag de Chiloé (Xile)
- l'Arxipèlag dels Chonos (Xile)
- l'arxipèlag d'Estocolm (Suècia)
- l'arxipèlag de Göteborg (Suècia)
- l'arxipèlag de Mergui (Myanmar)
- l'arxipèlag de Turku (Finlàndia)
- l'arxipèlag de Nordenskiöld (Mar de Kara)
- l'arxipèlag de Fernando de Noronha (Brasil)
- les Açores (Portugal)
- les Bahames
- Cap Verd
- les Filipines
- les illes Åland (Finlàndia)
- les illes Aleutianes (Estats Units)
- les illes Àrtiques (Canadà)
- les Illes Balears (Espanya)
- les illes Canàries (Espanya)
- les Illes Anglonormandes (Regne Unit i Irlanda)
- les illes Fox (Estats Units)
- les illes Galápagos (Equador)
- les illes Hawaii (Estats Units)
- les illes Kerguelen (França)
- les illes Malvines o illes Falkland (Regne Unit))
- les Illes Òrcades (Regne Unit)
- les illes Shetland (Regne Unit)
- Insulíndia (Indonèsia, Malàisia i Papua Nova Guinea)
- el Japó
- Juan Fernández (Xile)
- els Keys de Florida (Estats Units)
- les Lakshadweep (Índia)
- les Andaman (Índia)
- les Nicobar (Índia)
- les Maldives
- la Polinèsia Francesa
- Nova Zelanda
- la Terra de Francesc Josep
- la Terra del Foc